# Mont Avic
Pour les articles homonymes, voir Avic.
Le mont Avic est une montagne du massif du Grand-Paradis, située sur la crête se détachant vers le nord du mont Glacier (3 186 mètres). Le sommet se trouve en Vallée d'Aoste, entre la commune de Champdepraz et celle de Chambave, dans le parc naturel du Mont-Avic.

## Toponymie
Le nom de ce sommet semble dériver de la contraction du mot piémontais-valdôtain mont aù, signifiant « mont aigu ».

## Histoire
La première ascension fut accomplie en 1875 par Baretti, Bovio et Santerelli, accompagnés par trois mineurs champdeprasiens.

## Ascensions

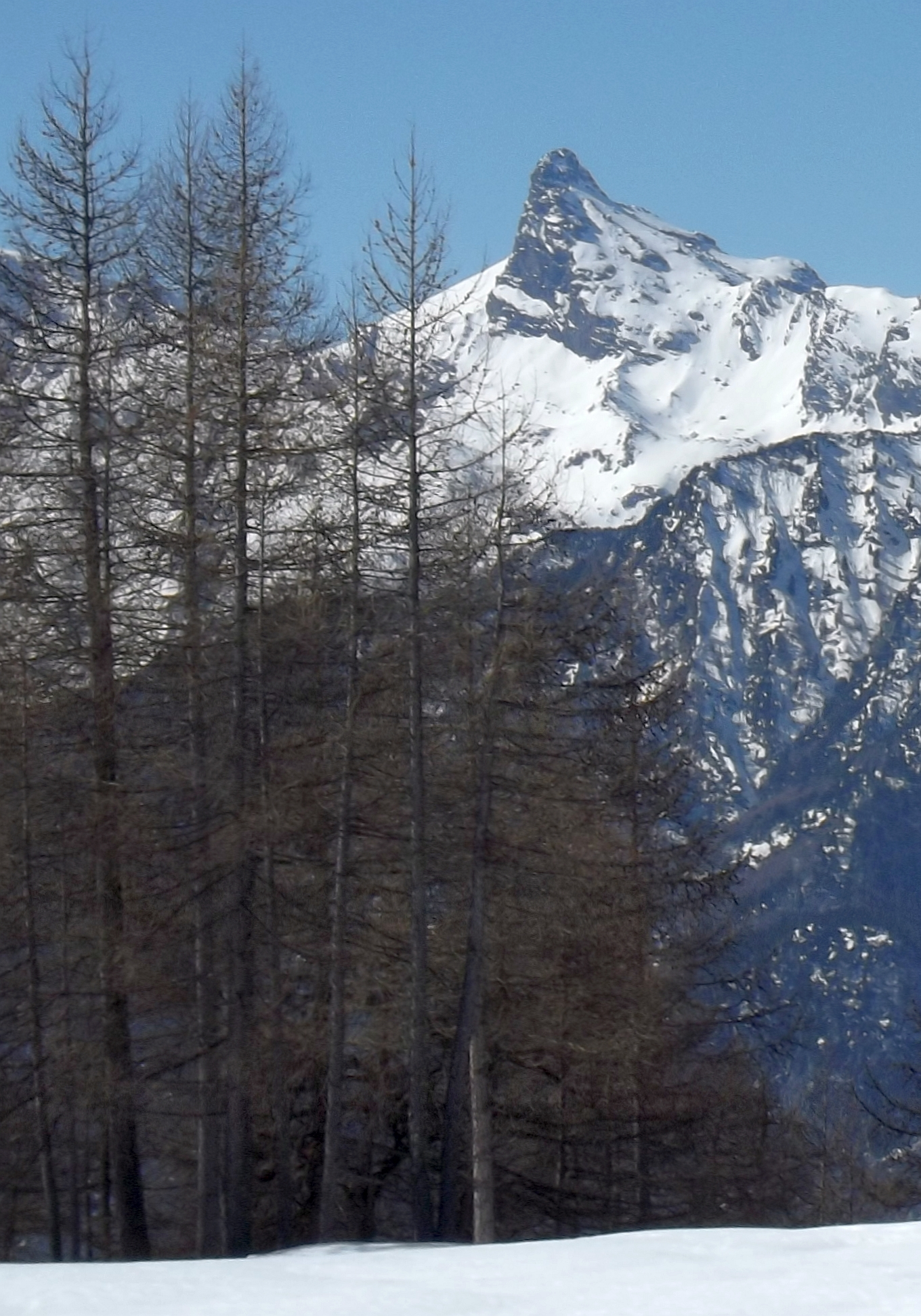
L'Avic en hiver vu du col Tzecore (Émarèse).

La voie d'accès la plus fréquentée parcourt entièrement la vallée de Champdepraz.